# Marien-Quadrille
Die Marien-Quadrille ist eine Quadrille von Johann Strauss (Sohn) (op. 51). Sie wurde um den Jahreswechsel 1847/48 in Bukarest erstmals aufgeführt.